# Großolbersdorf
Großolbersdorf je obec v německé spolkové zemi Sasko. Nachází se v zemském okrese Krušné hory a má přibližně 2 700 obyvatel. Nejvyšším bodem je Zeisighübel (642 m n. m.), naopak nejnižším místem je Zschopau (358 m n. m.).

## Historie
První písemná zmínka pochází z listiny datované 8. dubnem 1386.
Během noci ze 14. na 15. února 1945 bombardovaly město americké letouny. Během náletu zemřelo deset zdejších obyvatel, celkem 34 objektů, mezi jinými též škola a hostinec, byly zničeny. V průběhu druhé světové války zahynulo 154 obyvatel Großolbersdorfu a dalších 38 lidí bylo nezvěstných.
Roku 1983 založil Georg Wünning v obci varhanářskou dílnu pojmenovanou Orgelbau Wünning.

## Politika

### Starostové
- 1. dubna 1924–9. května 1933: Max Neef
- 6. října 1933–1936: Richard Fritz Kneschke
- 15. února 1937– květen 1945: Max Theß
- Květen – červen 1945: Johannes Baldauf
- 30. ledna 1946–20. června 1947: Rudolf Buschmann
- 24. července 1947 – 8. února 1954: Johannes Baldauf
- únor - květen 1954: Ernst Heinitz (pověřený)
- 1. června 1954–31. května 1964: Gerhard Köhler
- 1964–1970: Herbert Richter
- 1971–1988: Hans Hühn
- 1988–1990: Gerd Schmerler
- 6. května 1990 – 31. července 2001 Ursula Staritz (CDU)
- 1. srpna 2001–2013 Henry Freund (Freie Wähler Hopfgarten)
- od 2013 Uwe Günther (Handels- und Gewerbeverband Großolbersdorf e. V.)